# Derbent
Derbent (russisch Дербе́нт; lesgisch Кьвевар K'vevar; aserbaidschanisch Dərbənd; tabassaranisch Шагьур Šag'ur, Цур Cur, Цалли Calli; darginisch Чулли Čulli; lakisch Чурул Čurul; persisch دربند Darband; auch arabisch باب الأبواب Bāb al-ʾAbwāb ‚Tor der Tore‘ und auf aserbaidschanisch Dəmirqapı ‚Eiserne Pforte‘) ist die südlichste und zugleich älteste Großstadt Russlands. Sie liegt am südlichen Rand der russischen Teilrepublik Dagestan an der Küste des Kaspischen Meeres und hat 119.200 Einwohner (Stand 14. Oktober 2010). Der Name Derbent kommt aus dem Persischen und bedeutet ‚Verschlossenes Tor‘.

## Name und Alter
Der Ort war im Laufe seiner Geschichte unter zahlreichen Namen bekannt. In seinem geographischen Werk Geographike Hyphegesis aus dem 2. Jahrhundert n. Chr. erwähnt Ptolemäus vier Küstenstädte im Kaukasischen Albania: Albana, Gaitara, Gelda und Telaiba. Eine von diesen war vermutlich Derbent, jedoch blieben alle Deutungsversuche bislang hypothetischer Natur. In byzantinischen Chroniken wird der Ort, der etwas südlich vom heutigen Derbent lag, Tzor, Tzour, Tzur oder Tsur genannt. In armenischen Chroniken heißt der Ort Čor bzw. Čoł. Die Stadt trägt ihren heutigen Namen seit Ende des 5. Jahrhunderts/Anfang des 6. Jahrhunderts, als die Stadt vom persischen Sassanidenherrscher Kavadh I. neugegründet wurde. Manche Quellen gehen jedoch von einer Eroberung bereits unter Jasdegerd I. Ende des 4. Jahrhunderts bzw. unter seinem Enkel Jasdegerd II. Mitte des 5. Jahrhunderts aus.
Über das Alter der Stadt herrscht Uneinigkeit. Während Lokalpatrioten dem Ort gern ein Alter von 5000 Jahren und mehr bescheinigen wollen und auch Siedlungsspuren gefunden wurden, ist jedoch umstritten, ob der Ort ununterbrochen bestanden hat. Forscher gehen davon aus, dass der Ort mindestens seit seiner Zugehörigkeit in der Antike zum Kaukasischen Albania durchgehend besiedelt ist. Deshalb feierte die Stadt, die zugleich die älteste Stadt Russlands ist, im Jahr 2015 ihr 2000-jähriges Bestehen als ununterbrochen besiedelter Ort.

## Geografie
Der Ort liegt am Kaspischen Meer nahe der Grenze zu Aserbaidschan. Er besitzt einen Seehafen und liegt entlang der Verkehrsverbindung von Russland nach Aserbaidschan und weiter in den Iran.
Als das „Tor von Derbent“ (oft auch als „Flaschenhals“ bezeichnet) ist seit der Spätantike der Küstenstreifen zwischen Kaukasus und Kaspischem Meer bekannt. Dieser ist seit jeher eine bequeme Handelsroute vom Nordkaukasus nach Vorderasien. Mehrmals war er auch das Einfallstor für russische Armeen nach Persien. An der mit drei Kilometern schmalsten Stelle liegt Derbent.
Das natürliche Bodenrelief bot der Siedlung sicheren Schutz. Der Hügel, auf dem Derbent errichtet wurde, wird im Osten vom Meer und im Südwesten von einer tiefen Schlucht und dem Steilhang des Hügels begrenzt.

## Geschichte

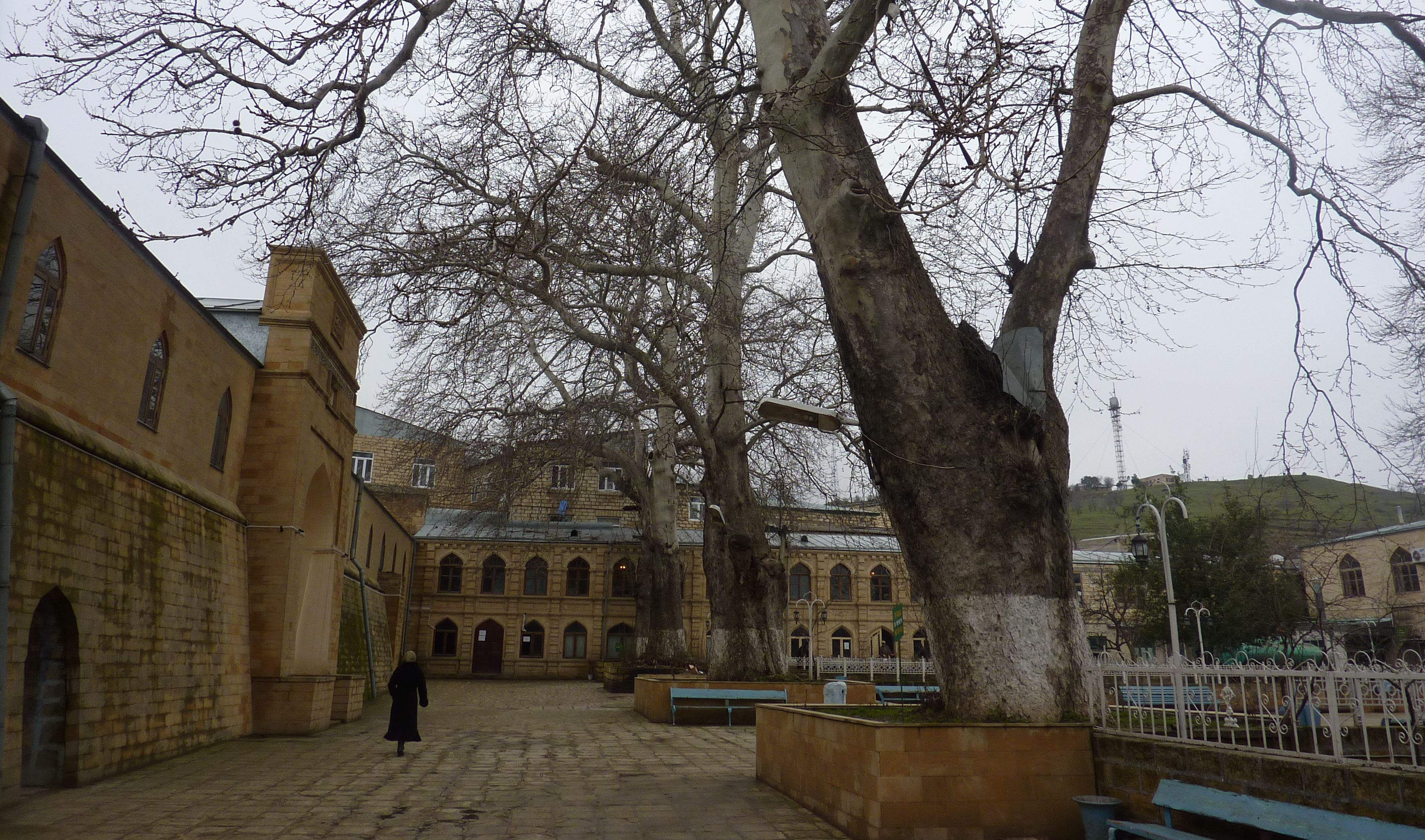
Die Freitagsmoschee in Derbent

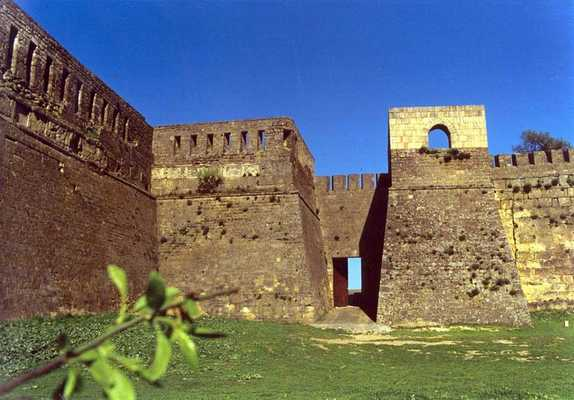
Kaspische Tore

In der Gegend um Derbent ließen sich bronzezeitliche Siedlungen nachweisen (Kajakent und Dschemikent), in der Stadt selbst gehen die Spuren nur bis ins 1. Jahrtausend v. Chr. zurück. Die erste befestigte Siedlung entstand Ende des 8. und Anfang des 7. Jahrhunderts v. Chr. auf der Kuppe des Hügels. Sie war bereits mehr als vier Hektar groß und kontrollierte den Durchgang zwischen Gebirge und Meer. Die Entstehung von Befestigungen hängt vermutlich mit den zunehmenden Raubzügen der Skythen über den Kaukasus nach Vorderasien zusammen.

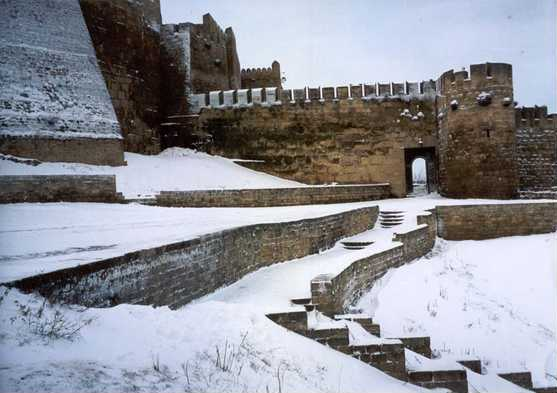
Reste der Derbenter Festung im Winter

Obwohl die Stadt häufig überfallen wurde, wie archäologische Funde nahelegen, konnte Derbent gedeihen und sich ausdehnen. In der zweiten Hälfte des 1. Jahrtausends v. Chr. hatte die Stadt eine Fläche von immerhin 15 ha. Damals gehörte sie zum Kaukasischen Albanien, einem Staat, der im 8. Jahrhundert v. Chr. im Ostkaukasus entstanden war. Mit den Kriegszügen des Pompeius in Kleinasien gegen den pontischen König Mithridates VI. wuchs bei den Römern die Kenntnis von und auch das Interesse an Derbent. Kaiser Nero plante im 1. Jahrhundert n. Chr. einen Feldzug nach Derbent, der dann aber wegen innenpolitischer Ereignisse abgesagt werden musste.
In den ersten Jahrhunderten des 1. Jahrtausends n. Chr. stieg Derbent zum wichtigsten Handelszentrum des Kaukasischen Albaniens auf. Strabon berichtet von Kamel-Karawanen, die mit indischen und babylonischen Waren über Derbent nach Sarmatien zogen. Mit der beginnenden Völkerwanderung ließen sich Sarmaten und Alanen in der Region von Derbent nieder. Gegen Ende des 4. Jahrhunderts wurden nördlich von Derbent auch die Hunnen sesshaft.
Währenddessen war im 3. Jahrhundert n. Chr. in Vorderasien ein neuer mächtiger Staat, das Sassanidenreich, entstanden. Dieser dehnte nach Siegen über Römer und Armenier seine Macht auf Transkaukasus aus. Erste Versuche, die Region von Derbent zu unterwerfen (insbesondere unter Schapur I., 240 bis 272) schlugen jedoch fehl. In der Mitte des 4. Jahrhunderts konnten die Sassaniden ihren Einfluss auf den Kaukasus jedoch verstärken, so dass sie Ende des Jahrhunderts auch Derbent kontrollierten.
Mitte des 5. Jahrhunderts bauten die Sassaniden die Befestigungen Derbents aus, die zum einzigen passierbaren Durchgang eines langen Mauersystems gegen die nördlichen Steppennomaden wurde und die Stadt erhielt in sassanidischer Zeit ihren persischen Namen. Die teilweise 4 m dicken und 18 m hohen Steinmauern sind bis heute erhalten geblieben. Insgesamt betrug die ummauerte Fläche 150 ha. Obwohl in sassanidischer Zeit nicht das gesamte Areal besiedelt war, war Derbent eine für das Frühmittelalter ungewöhnlich große Stadt. Zudem war sie nach Plan ausgebaut und verfügte über eine Wasserleitung. Handel und Handwerk florierten in der Stadt.
642 und 654 eroberten die Araber das damals zum Reich der Chasaren gehörende Derbent, wurden jedoch jeweils wieder verdrängt. Im Verlauf langjähriger kriegerischer Auseinandersetzungen mit den Chasaren konnten die Araber Derbent im Jahr 728 dauerhaft einnehmen. Unter dem arabischen Feldherrn Maslama wurde eine Freitagsmoschee errichtet. Die Einheimischen nahmen den Islam an, und Derbent entwickelte sich zu einem bedeutenden Zentrum des Islam im Kaukasus.

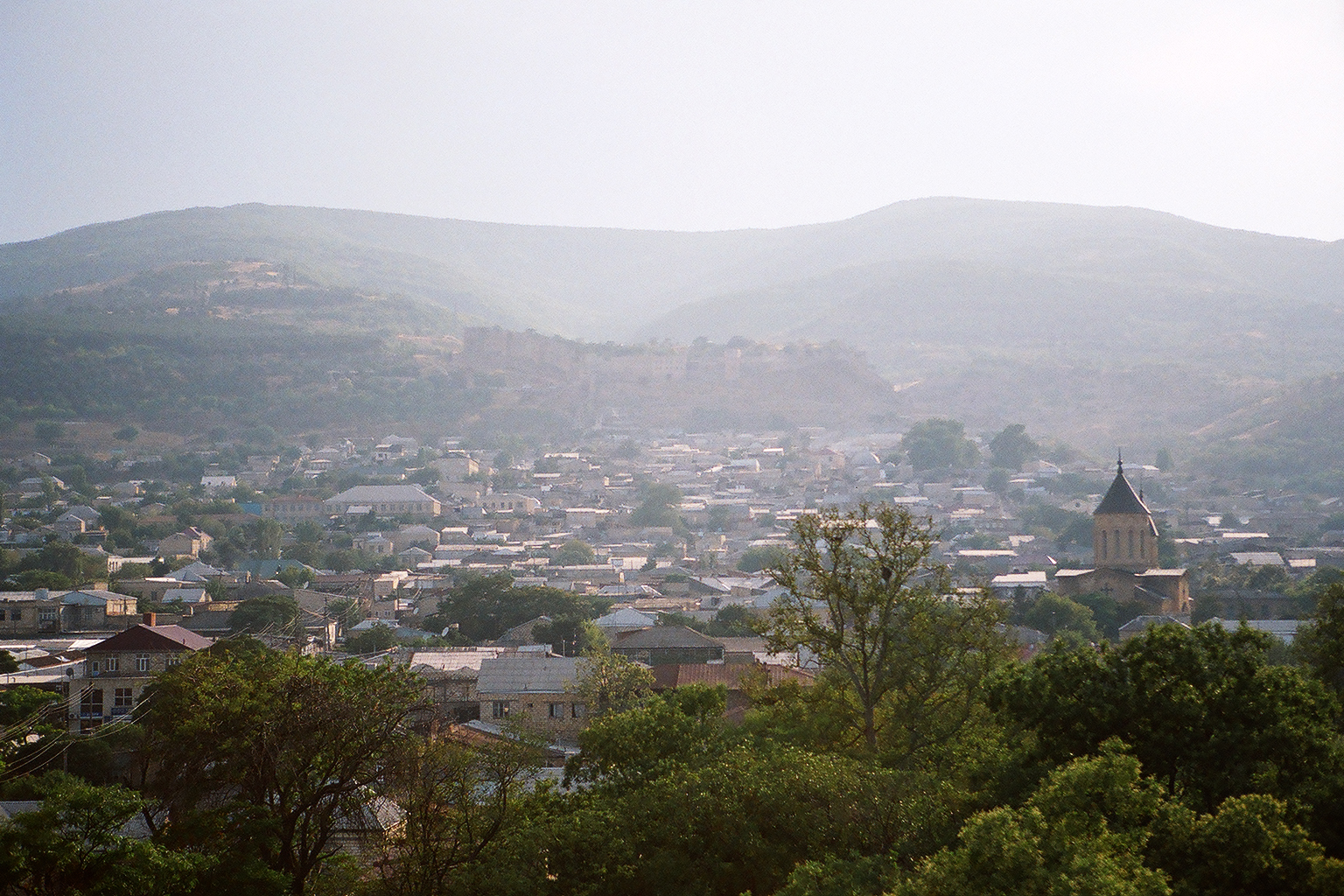
Blick auf Derbent

Eine der wichtigsten Quellen für die Geschichte Derbents im Mittelalter ist das anonyme arabische Geschichtswerk Taʾrīch Bāb al-Abwāb ‚Geschichte von Derbent‘. Es ist nicht vollständig erhalten, sondern nur in Zitaten bei dem osmanischen Geschichtsschreiber Müneccimbaşı (17. Jahrhundert), die Wladimir Minorski 1958 ediert und übersetzt hat. Aus diesem Werk geht hervor, das im Jahre 869 Hāschim ibn Surāqa, ein Araber aus dem Stamm der Banū Sulaim, Herrscher von Derbent wurde und sich von den Abbasiden unabhängig machte. Seine Nachkommen, die sogenannten Hāschimiden, herrschten bis 1077 über die Stadt und ihr Umland. Die Hāschimiden bauten Derbent weiter aus, erneuerten beschädigte Gebäude und schufen neue, u. a. Gebetshäuser. Im 10. Jahrhundert übertraf die Stadt bereits Tiflis und Ardabil an Größe.
Anfang des 13. Jahrhunderts fielen die Mongolen im Kaukasus ein. 1222 eroberten sie Derbent, hielten es jedoch erst ab 1239 besetzt. Viele Denkmäler der Stadt wurden zerstört. 1395 ließ Timur Lenk Derbent verwüsten und niederbrennen. Auch in den folgenden Jahrhunderten hatte Derbent unter ständiger Eroberung und Zerstörung zu leiden. Die mongolischen Nachfolgereiche wurden von den Persern abgelöst, deren Herrschaft aber wiederum 1578–1606 durch die Osmanen und 1723–35 durch die Russen unterbrochen.
1735 wurde es Hauptstadt des Khanats Derbent, eines Khanats unter persischer Oberhoheit, 1796 wurde es im Russisch-Persischen Krieg von den Russen besetzt und im Vertrag von Gulistan 1813 endgültig dem Russischen Reich zugesprochen.
Derbent galt als Zentrum der jüdischen Bevölkerung Dagestans – die Tat sprechenden Bergjuden stellten hier nach den Aserbaidschanern die größte Bevölkerungsgruppe. Nach dem Zerfall der Sowjetunion emigrierten die meisten Bergjuden nach Israel.
Im Juni 2024 griffen Islamisten die Kele-Numas-Synagoge und eine orthodoxe Kirche an.

## Bevölkerungsentwicklung und -struktur
| Jahr | Einwohner |
| ---- | --------- |
| 1897 | 14.649    |
| 1939 | 34.052    |
| 1959 | 47.318    |
| 1970 | 57.192    |
| 1979 | 69.575    |
| 1989 | 78.371    |
| 2002 | 101.031   |
| 2010 | 119.200   |

Anmerkung: Volkszählungsdaten
Im Jahr 2002 stellten von den insgesamt 101.031 Einwohnern in Derbent die Lesgier oder Lesginen mit 32.955 Einwohnern (32,6 %) den größten Bevölkerungsanteil, dicht gefolgt von den Aserbaidschanern mit 32.064 Einwohnern (31,7 %). Einen weiteren beträchtlichen Bevölkerungsanteil bildeten die Tabassaranen mit 15.606 Einwohnern (15,4 %). Alle übrigen Gruppen lagen unterhalb von 6 %.

## Wirtschaft
Die wichtigsten Wirtschaftszweige sind heute der Maschinenbau und die Textilindustrie, eine wichtige Rolle spielt der Fischfang.
Derbent war im 19. Jahrhundert ein bedeutendes Zentrum des Färberkrapp-Anbaus. Als nach der erstmaligen Laborsynthese von Alizarin im Jahre 1869 bald auch künstlicher Krappfarbstoff nach Russland eingeführt wurde, kam der Krappanbau um Derbent völlig zum Erliegen, wonach es hier zu großen wirtschaftlichen Verlusten kam.

## Sehenswürdigkeiten

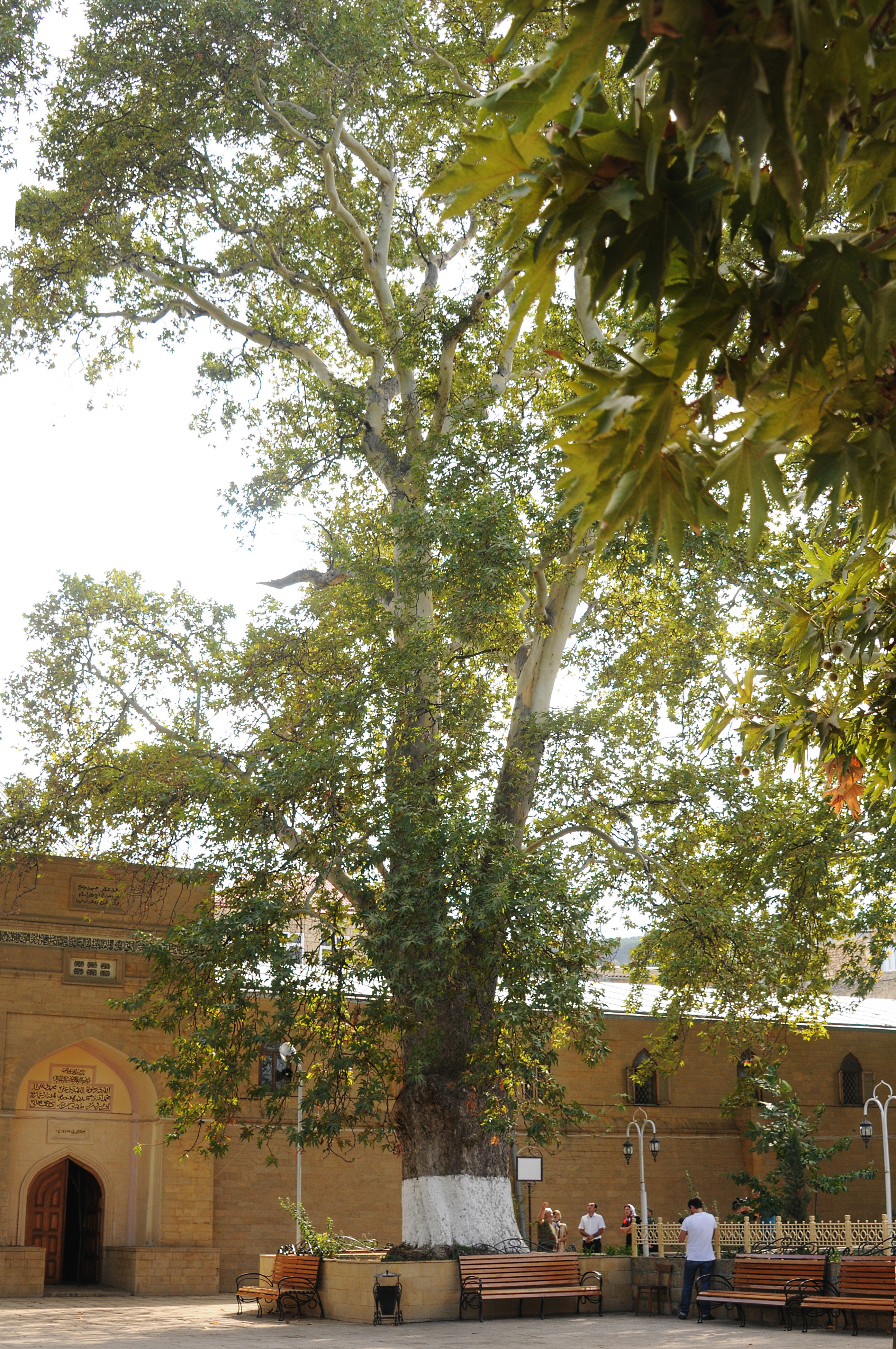
Alte Platane von Derbent

Derbent steht seit 2003 auf der Liste des UNESCO-Weltkulturerbes, sehenswert sind seine Festung sowie die von Stadtmauern umgebene Altstadt mit der Zitadelle, Bädern, Zisternen und Moscheen. Russische Wissenschaftler erkundeten mit Hilfe der Myonentomografie eine unter der Festung liegende kreuzförmige Struktur, die von einer sehr alten christlichen Kirche stammen könnte. Neben der Freitagsmoschee in Derbent steht der Ancient Sycamore Tree ⊙, eine alte Platane, welche als Vertreter Russlands am Wettbewerb Europäischer Baum des Jahres teilnahm.

## Bildung
In der Stadt vorhandene weiterführende Bildungseinrichtungen sind:
- Derbenter Geisteswissenschaftliches Institut
- Derbenter Institut für Kunst und Kultur
- Filiale der Dagestanischen Staatlichen Universität
- Filiale der Moskauer Staatlichen Universität für Ökonomie, Statistik und Informatik Derbent
- Filiale der Staatlichen Pädagogischen Universität Dagestan
- Filiale des Moskauer Instituts für Unternehmertum und Recht

## Verkehr
Derbent befindet sich an der Bahnlinie nach Baku. Es gibt direkte Züge unter anderem nach Moskau, Astrachan, Baku, Grosny, Rostow am Don und nach Brest in Belarus.
Zur Zeit der Sowjetunion existierte ferner eine direkte Bahnverbindung nach Tiflis.
Mit der dagestanischen Hauptstadt Machatschkala ist Derbent durch Vorortszüge verbunden, die zwei- bis dreimal täglich fahren. Der übrige öffentliche Verkehr wird vor allem durch Sammeltaxis (Marschrutkas) abgedeckt.
Der nächstgelegene Flughafen befindet sich in Machatschkala.
Über die Fernstraße R217 Kawkas ist die Stadt an das russische Fernstraßennetz angebunden.

## Söhne und Töchter der Stadt
- Konstantin Saradschew (1877–1954), Dirigent und Geiger
- Gotfrid Gasanow (1900–1965), Musiker
- Wladimir Sentschenko (1922–1994), General
- Tamara Mussachanowa (1924–2014), Bildhauerin und Keramikerin bergjüdischer Herkunft
- Igor Jussufow (* 1956), Politiker und von 2001 bis 2004 Energieminister
- Israel Tsvaygenbaum (* 1961), russisch-amerikanischer Künstler
- Suleiman Kerimow (* 1966), Politiker und Unternehmer
- Timur Suleimanow (* 2000), Fußballspieler